# Performance (album d'Eloy)
Pour les articles homonymes, voir Performance.
Albums de Eloy
Time to Turn
(1982) Metromania
(1984)
Singles
1. Fools
Sortie : 1983

Performance est le onzième album studio du groupe de rock progressif allemand, Eloy. Il est sorti en 1983 sur le label EMI Electrola et a été produit par Frank Bornemann et le groupe.

## Historique
Un an après la sortie de Time to Turn, le groupe est de retour dans son studio à Hanovre pour enregistrer son nouvel album. Le groupe compose toute la musique et Sigi Hausen écrit les textes sur des idées de Frank Bornemann.
En Allemagne, la musique de la Neue Deutsche Welle prend de plus en plus de place dans le cœur du public et la musique d'Eloy semble dépassée. La dissension entre Frank Bornemann et le reste du groupe s'agrandit et finalement tout le monde fait des compromis sur la musique du nouvel album. Elle se veut plus moderne, le groupe change de look, les musiciens se coupe les cheveux et Frank abandonne pour un moment son légendaire béret. Le visuel de la pochette change aussi de genre, elle se veut futuriste alors que jusque-là les pochettes du groupe avait plutôt une image fantastique.
Malheureusement pour le groupe, le public ne suivra pas et l'album ne se vendra pas bien, n'atteignant même pas la moitié des ventes de l'album précédent. Il ne resta qu'une semaines dans les charts allemands atteignant une modeste 65e place. La tournée n'eut pas un grand succès non plus.

## Liste des titres
- Toutes les musiques sont signées par le groupe, les textes sont de Siggi Hausen.

Face 1
| No | Titre            | Durée |
| -- | ---------------- | ----- |
| 1. | In Disguise      | 4:28  |
| 2. | Shadow and Light | 5:17  |
| 3. | Mirador          | 3:44  |
| 4. | Surrender        | 5:38  |

Face 2
| No | Titre          | Durée |
| -- | -------------- | ----- |
| 5. | Heartbeat      | 6:26  |
| 6. | Fools          | 5:10  |
| 7. | A Broken Frame | 8:10  |

Titres bonus réédition 2005
| No  | Titre                        | Durée |
| --- | ---------------------------- | ----- |
| 8.  | Shadow and Light (live 1983) | 5:08  |
| 9.  | Heartbeat (live 1983)        | 6:00  |
| 10. | Fools (live 1983)            | 4:49  |

## Musiciens
- Frank Bornemann: chant, guitare
- Klaus Peter Matziol: basse
- Hannes Arkona: guitare, claviers
- Hannes Folberth: claviers
- Fritz Randow: batterie, percussions

## Charts
| Pays      | Durée du classement | Meilleur classement |
| --------- | ------------------- | ------------------- |
| Allemagne | 1 semaine           | 65e                 |